# Venatrix konei
Venatrix konei là một loài nhện trong họ Lycosidae.
Loài này thuộc chi Venatrix. Venatrix konei được Lucien Berland miêu tả năm 1924.